# الاتحاد المصري للتنس
الاتحاد المصري للتنس هو الهيئة المسؤولة عن رياضة التنس في مصر.

## تاريخ الاتحاد
تأسس الاتحاد المصرى للتنس كهيئة رياضية منذ عام 1920 بمدينة القاهرة، تم اعتماد شهادة تسجيل الاتحاد تحت اسم «الاتحاد المصرى للتنس (هواة)» عام 1945، تلى ذلك اشهاره تحت اسم «الاتحاد الاقليمى المصرى للتنس» ومقره الرسمى بالقاهرة أيضًا ليعاد اشهاره مرة أخرى تحت اسم «اتحاد الجمهورية العربية المتحدة للتنس».
واخيرا تم الإشهار الاخير للاتحاد من قبل المجلس الاعلى لللشباب والرياضة تحت اسم «الاتحاد المصرى للتنس» عام 1976.

## دور الاتحاد
أدوار الاتحاد تشمل تنظيم مسابقات التنس في مصر، ودعم وتنسيق نوادي التنس، وإدارة المصرية فرق التنس، وتنظيم البطولات المحلية بما في ذلك فرق كأس ديفيز وكأس Fed.

## لجان الاتحاد
- لجنة نشاط الناشئين والناشئات.
- لجنة نشاط الرجال والسيدات.
- لجنة التنمية والتطوير.
- لجنة المدربين.
- لجنة الرواد.
- لجنة تنس الكراسي المتحركة.
- لجنة شئون الفروع.
- لجنة الانضباط وفض المنازعات.[2]